# 长吻唇鱼
长吻唇鱼（学名：Cheilinus celebieus）为隆头鱼科唇鱼属的鱼类。分布于印度尼西亚至太平洋中部所罗门群岛、北至日本、台湾岛以及南海诸岛等。